# Silver Bow County
Silver Bow County ist der kleinste County im Bundesstaat Montana der Vereinigten Staaten. Der Sitz der Countyverwaltung (County Seat) befindet sich in Butte.

## Demografische Daten
Nach der Volkszählung im Jahr 2000 lebten im County 34.606 Menschen. Es gab 14.432 Haushalte und 8.933 Familien. Die Bevölkerungsdichte betrug 19 Einwohner pro Quadratkilometer. Ethnisch betrachtet setzte sich die Bevölkerung zusammen aus 95,35 % Weißen, 0,16 % Afroamerikanern, 2,03 % amerikanischen Ureinwohnern, 0,43 % Asiaten, 0,06 % Bewohnern aus dem pazifischen Inselraum und 0,59 % aus anderen ethnischen Gruppen; 1,37 % stammten von zwei oder mehr ethnischen Gruppen ab. 2,75 % der Bevölkerung waren spanischer oder lateinamerikanischer Abstammung.
Von den 14.432 Haushalten hatten 28,00 % Kinder und Jugendliche unter 18 Jahre, die bei ihnen lebten. 47,80 % waren verheiratete, zusammenlebende Paare, 10,50 % waren allein erziehende Mütter. 38,10 % waren keine Familien. 32,80 % waren Singlehaushalte und in 13,70 % lebten Menschen im Alter von 65 Jahren oder darüber. Die Durchschnittshaushaltsgröße betrug 2,32 und die durchschnittliche Familiengröße lag bei 2,97 Personen.
Auf das gesamte County bezogen setzte sich die Bevölkerung zusammen aus 23,70 % Einwohnern unter 18 Jahren, 9,60 % zwischen 18 und 24 Jahren, 26,70 % zwischen 25 und 44 Jahren, 24,00 % zwischen 45 und 64 Jahren und 16,00 % waren 65 Jahre alt oder darüber. Das Durchschnittsalter betrug 39 Jahre. Auf 100 weibliche Personen kamen 97,80 männliche Personen, auf 100 Frauen im Alter ab 18 Jahren kamen statistisch 96,30 Männer.
Das jährliche Durchschnittseinkommen eines Haushalts betrug 30.402 USD, das Durchschnittseinkommen der Familien betrug 40.018 USD. Männer hatten ein Durchschnittseinkommen von 31.295 USD, Frauen 21.610 USD. Das Prokopfeinkommen betrug 17.009 USD. 14,90 % der Bevölkerung und 10,70 % der Familien lebten unterhalb der Armutsgrenze. 19,20 % davon waren unter 18 Jahre und 8,90 % waren 65 Jahre oder älter.

## Geschichte
Zwei Orte im County haben den Status einer National Historic Landmark, der Butte-Anaconda Historic District und das Burton K. Wheeler House. 17 Bauwerke und Stätten des Countys sind im National Register of Historic Places eingetragen (Stand 9. Februar 2018).
Die Wähler des Countys haben seit der Wahl 1956 bei jeder Präsidentschaftswahl mehrheitlich für den Kandidaten der Demokraten gestimmt, während Montana als Ganzes meist von den Republikanern gewonnen wurde.

## Orte im Silver Bow County
Citys
| - Butte |

Towns
| - Walkerville |

Unincorporated Communitys
| - Divide - Grace - Melrose | - Ramsay - Rocker - Silver Bow |